# Beganna

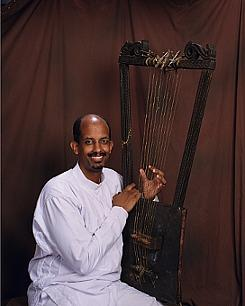
Begannaspieler

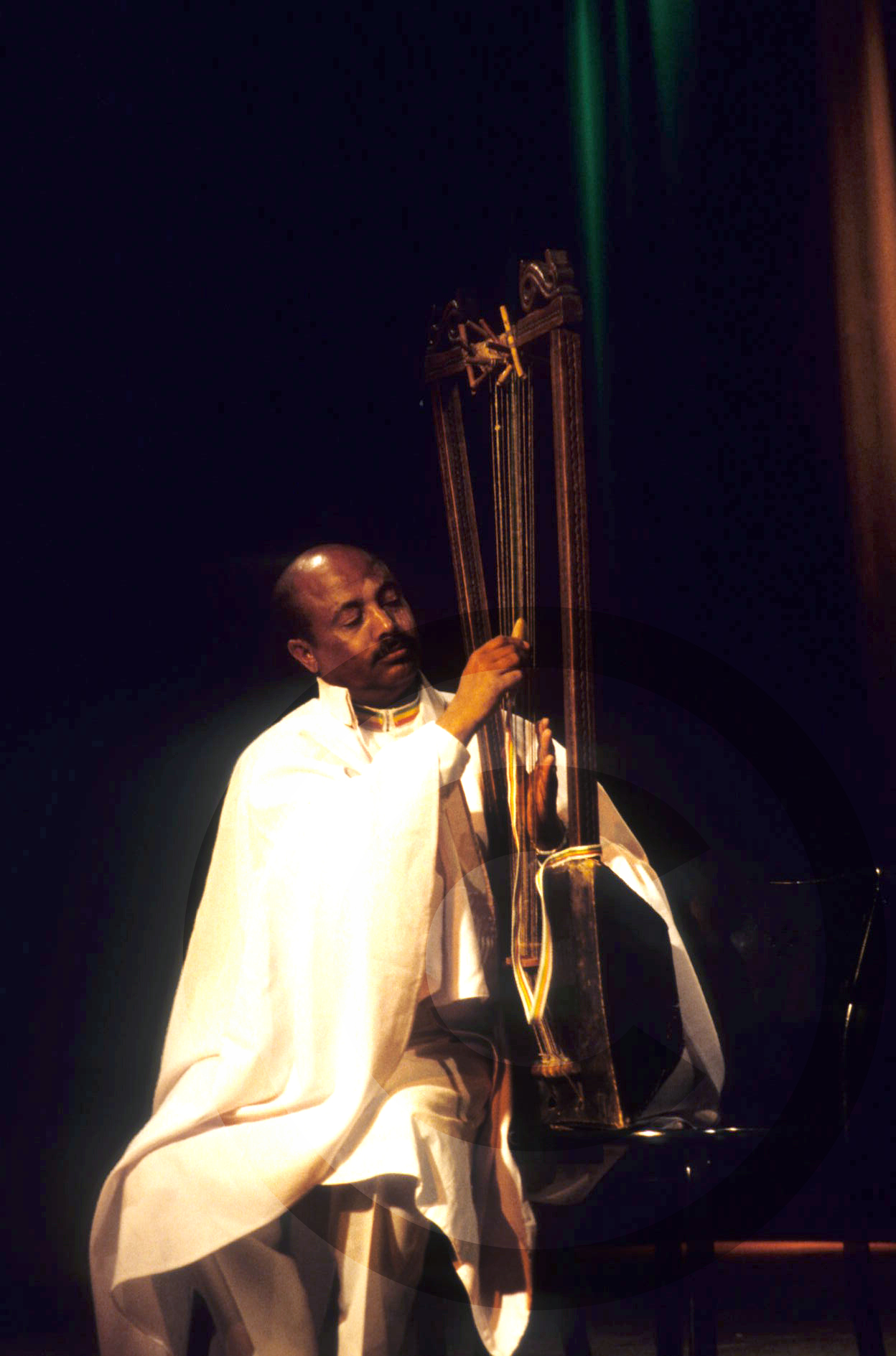
Alemu Aga spielt mit dem Plektrum und dämpft mit der linken Hand Saiten, die nicht erklingen sollen

Beganna (amharisch በገና bägäna), auch bagana, begana, begena, begenna, bägänna, ist eine in Äthiopien verbreitete große Kastenleier mit acht bis zehn Saiten. Im Gegensatz zur kleineren krar wird die beganna nicht in Gaststätten (Tej bets) gespielt. Sie dient zur Begleitung von Liedern mit feierlichem oder religiösem Charakter. Man stellt sie auf dem Boden ab und zupft mit Fingern oder Plektrum. Die linke Hand spielt üblicherweise die Melodie, aufgrund der tiefen Stimmung oft eine Oktave unter der Singstimme; die rechte Hand hält meist das Instrument am Rahmen.

## Bauform und Spielweise
Nach äthiopischer Überlieferung ist die beganna die legendäre, biblische Davidsharfe, die der mythische Sohn Salomons und der Königin von Saba, Menelik I., nach einem Besuch bei seinem Vater in Jerusalem mit den Israeliten um 1000 v. Chr. nach Äthiopien gebracht haben soll. Daher begleitet die beganna ausschließlich religiöse Musik und darf nie mit anderen Musikinstrumenten gemeinsam erklingen. Tatsächlich dürften sich die Leiern in den ersten Jahrhunderten n. Chr. von Ägypten über Nubien, wo bis heute die tanbura (auch kisir), ebenso am Roten Meer die simsimiyya gespielt werden, nach Aksum ausgebreitet haben.
Vor allem während der christlichen Fastenzeiten vor Ostern und Weihnachten ist der Klang der beganna zu hören. Die Namensbestandteile be, „während“, und genna, „Weihnacht“, deuten auf eine Verbindung des Instrumentes mit den äthiopischen Fastenzeiten.
Bauform, Stimmung und Spielweise sollen sich seit alten Zeiten kaum geändert haben. Der meist hölzerne Korpus ist mit Pergament aus Ochsenhaut bespannt, am hölzernen Joch (kenber) und am Korpus sind im Unterschied zu anderen afrikanischen Leiern keine Rasselkörper befestigt. Durch die Größe des Resonanzkörpers und die Länge der Darmsaiten klingt die beganna tief. Die zehn Darmsaiten symbolisieren die zehn Gebote und sind pentatonisch gestimmt. Die seitlichen Arme des Instrumentes tragen die Namen der Erzengel, der Korpus symbolisiert die Jungfrau Maria, das Joch Gott selbst. Da die beganna mit dem Namen Davids verbunden wird, galt sie viele Jahrhunderte als ein Instrument des Adels und der Geistlichkeit. Viele Herrscher waren selbst Beganna-Interpreten. Nachdem die beganna während der Zeit der Militärherrschaft selten wurde, erlebt sie seit Mitte der 1990er-Jahre eine Renaissance. Die Zahl der gebauten Instrumente und Beganna-Spieler nimmt zu, auch weil das Instrument heute von Menschen aller gesellschaftlichen Schichten gespielt werden kann.
Im Gegensatz zur kleineren Schalenleier krar wird die beganna lediglich für die Meditation, das Singen von Psalmen und Ereignissen aus der äthiopischen Geschichte eingesetzt. Die beganna wird von Männern und Frauen sitzend gespielt. Das große Instrument steht dabei entweder auf dem Oberschenkel oder einem Stuhl. Mit der linken Hand werden die Saiten angezupft, während die rechte das Instrument festhält. Entweder wird die Gesangsmelodie gezupft oder eine begleitende, untermalende Tonfolge. Die zur beganna gesungenen Lieder können länger als zehn Minuten dauern, abhängig vom Gedächtnis des Interpreten. Der sanft schnarrende Ton, der durch Schnarrstege unter jeder Saite entsteht, und die sich wiederholenden Melodiefolgen erzeugen eine meditative Stimmung. In einer seltenen und vermutlich älteren Technik wird die beganna rhythmisch mit einem Plektrum in der rechten Hand angeschlagen, während die linke Hand die Saiten, die nicht erklingen sollen, dämpft.